# Mimosybra
Mimosybra är ett släkte av skalbaggar. Mimosybra ingår i familjen långhorningar.

## Dottertaxa tillMimosybra, i alfabetisk ordning[1]
- Mimosybra affinis
- Mimosybra albosignata
- Mimosybra albovenosa
- Mimosybra alternans
- Mimosybra baloghi
- Mimosybra basigranosa
- Mimosybra bimaculata
- Mimosybra bipunctata
- Mimosybra carinipennis
- Mimosybra continentalis
- Mimosybra discreta
- Mimosybra fergussoni
- Mimosybra flavomaculata
- Mimosybra gebeensis
- Mimosybra giloloensis
- Mimosybra kaszabi
- Mimosybra laevicollis
- Mimosybra latefasciata
- Mimosybra luzonica
- Mimosybra mediomaculata
- Mimosybra melli
- Mimosybra negrosensis
- Mimosybra paraspinipennis
- Mimosybra postlineata
- Mimosybra salomonum
- Mimosybra samarensis
- Mimosybra similis
- Mimosybra spinipennis
- Mimosybra surigaonis
- Mimosybra triguttata
- Mimosybra trimaculata
- Mimosybra uniformis